# José Mauri
José Agustín Mauri (* 16. Mai 1996 in Realicó, Provinz La Pampa) ist ein italienisch-argentinischer Fußballspieler.

## Spielerkarriere

### Verein

#### Karrierebeginn und Zeit in Italien (2011–2019)
FC Parma
Mauri hatte bei mehreren kleinen Klubs in Argentinien gespielt, ehe er nach Italien zum FC Parma wechselte. Dort gab er im Januar 2014 gegen Udinese Calcio sein Debüt in der Serie A. In der folgenden Saison 2014/15 war Mauri ein fester Bestandteil der Startelf von Parma und absolvierte 33 von 38 Ligaspielen und erzielte dabei 2 Tore.
AC Mailand
Am 7. Juli 2015 wechselte José Mauri zur AC Mailand und erhielt dort einen Vertrag bis zum 30. Juni 2019. Erstmals für Milan spielte er im Dezember 2015 beim Pokalspiel gegen den FC Crotone. Insgesamt spielte er in seinem ersten Jahr in Mailand fünfmal in der Liga, sowie fünfmal im Pokal. Außerdem erreichte er mit den Mailändern das Pokalfinale, bei welchem Juventus Turin knapp mit 0:1 in der Verlängerung gewinnen konnte. Mauri wurde bei diesem Finale in der 109. Spielminute für Riccardo Montolivo eingewechselt.
Leihe zum FC Empoli
Für die Spielzeit 2016/17 wurde Mauri an den FC Empoli verliehen. Er absolvierte in diesem Jahr 14 Ligaspiele und ein Pokalspiel für Empoli. Die Saison beendeten Mauri und der FC Empoli auf dem 18. Tabellenplatz, was den Abstieg in die Serie B bedeutete.
Nach der Leihe kehrte er nach Mailand zurück und spielte in den kommenden beiden Spielzeiten nur noch sehr selten in der Serie A und der UEFA Europa League.

#### Stationen in Argentinien und den USA (2019–2024)
Club Atlético Talleres
Zur Saison 2019/20 wurde sein Vertrag in Mailand aufgelöst. Einen Monat später nahm ihn der Club Atlético Talleres unter Vertrag. Bis die Spielzeit aufgrund der COVID-19-Pandemie im April 2020 abgebrochen werden musste, spielte Mauri regelmäßig und absolvierte 10 Ligaspiele für CA Talleres. Danach folgte nur noch ein Pflichtspieleinsatz im Mai 2021.
Sporting Kansas City
Nach 2 Jahren in Argentinien wechselte er im August 2021 zu Sporting Kansas City in die Major League Soccer. In der Spielzeit 2021 spielte er noch relativ regelmäßig für Kansas und erzielte gegen Chicago Fire auch ein Tor, aber in der folgenden Spielzeit 2022 stand er nur am 1. Spieltag gegen Atlanta United für 27. Minuten auf dem Spielfeld. Daraufhin wurde der Vertrag im April 2022 einvernehmlich aufgelöst.
CA Sarmiento
Ende Dezember 2022 unterschrieb Mauri nach 8 Monaten ohne Verein einen Vertrag bei CA Sarmiento. Bei seinem zweiten Einsatz für seinen neuen Verein gegen Barracas Central im Februar 2023 verletzte sich Mauri schwer am Kreuzband und verpasste dadurch die restliche Spielzeit. Ende Januar 2024 stand er beim Ligaspiel gegen CA Tigre erstmals wieder nach der Verletzung bei einem Pflichtspiel auf dem Spielfeld. Eine Woche später erzielte Mauri gegen die Boca Juniors sein erstes Tor für Sarmiento.

#### Kurze Rückkehr nach Italien (2024–2025)
Cosenza Calcio
Anfang August 2024 kehrte Mauri nach Italien zurück und schloss sich Cosenza Calcio in der Serie B an. Er kam in der Serie B regelmäßig zum Einsatz, wurde dabei jedoch häufig erst in den Schlussminuten eingewechselt. Ende Januar 2025 wurde der Vertrag zwischen Mauri und dem Verein im gegenseitigen Einvernehmen vorzeitig aufgelöst.

### Nationalmannschaft
Mauri absolvierte im Jahr 2012 zwei Spiele für die italienische U16-Auswahl, sowie 6 Spiele für das U17-Nationalteam. Ende August 2015 wurde er erstmals in den Kader der italienischen U21-Auswahl einberufen, wobei er beim Qualifikationsspiel zur U21-Europameisterschaft gegen Slowenien nicht zum Einsatz kam. Im Oktober 2015 lehnte Mauri eine Nominierung für die italienische U20-Auswahl ab, da er zukünftig für Argentinien auflaufen möchte. In den kommenden Jahren folgten keine weiteren Einsätze oder Nominierungen für eine italienische oder argentinische Nationalmannschaft.

## Erfolge
- Italienischer U17-Meister: 2012/13 (FC Parma)[16]

## Persönliches
Sein Bruder Juan Mauri war ebenfalls Profifußballer.